# Gubelja
Gubelja  (mađ. Gombolyag) je selo u jugoistočnoj Mađarskoj.

## Zemljopisni položaj
Rislak je istočno, Tinja i izdvojeni dijelovi Vusad su jugozapadno, jezero Szelid i naselje Szeliditopart su sjeverno, Szentkirály je istočno, Jerka je sjeveroistočno, Duolnja Jerka je istočno, Popovnjak je zapadno, Kmara i Ovamna Tinja su jugoistočno.

## Upravna organizacija
Upravno pripada kalačkoj mikroregiji u Bačko-kiškunskoj županiji. Poštanski broj je 6336. Pripada naselju Kmari, a s njom su u Kmari još ova odvojena sela: Jerka (mađ. Felsőerek), Alsóerek (Duolnja Jerka), Ovamna Tinja ("Ovamna" znači "prema ovamo, bliža", mađ. Kistény), Tinja (mađ. Öregtény) i još neka.

## Stanovništvo
U Gubelji je prema popisu 2001. živilo 32 stanovnika.